# Adriana Carmona
Adriana Carmona Gutiérrez (Puerto La Cruz, 3 de diciembre de 1972) es una deportista venezolana que compitió en taekwondo.
Participó en tres Juegos Olímpicos de Verano entre los años 2000 y 2008, obteniendo una medalla de bronce en Atenas 2004 en la categoría de +67 kg. En los Juegos Panamericanos consiguió tres medallas entre los años 1995 y 2003.
Ganó una medalla en el Campeonato Mundial de Taekwondo de 1993 y cuatro medallas en el Campeonato Panamericano de Taekwondo entre los años 1990 y 1998.

## Palmarés internacional
| Juegos Olímpicos        | Juegos Olímpicos                  | Juegos Olímpicos  | Juegos Olímpicos |
| Año                     | Lugar                             | Medalla           | Categoría        |
| ----------------------- | --------------------------------- | ----------------- | ---------------- |
| 2004                    | Atenas (Grecia)                   | Medalla de bronce | +67 kg           |
| Campeonato Mundial      |                                   |                   |                  |
| Año                     | Lugar                             | Medalla           | Categoría        |
| 1993                    | Nueva York (Estados Unidos)       | Medalla de plata  | +70 kg           |
| Juegos Panamericanos    |                                   |                   |                  |
| Año                     | Lugar                             | Medalla           | Categoría        |
| 1995                    | Mar del Plata (Argentina)         | Medalla de oro    | +70 kg           |
| 1999                    | Winnipeg (Canadá)                 | Medalla de plata  | +67 kg           |
| 2003                    | Santo Domingo (Rep. Dominicana)   | Medalla de plata  | +67 kg           |
| Campeonato Panamericano |                                   |                   |                  |
| Año                     | Lugar                             | Medalla           | Categoría        |
| 1990                    | Bayamón (Puerto Rico)             | Medalla de plata  | –70 kg           |
| 1992                    | Colorado Springs (Estados Unidos) | Medalla de bronce | +70 kg           |
| 1996                    | La Habana (Cuba)                  | Medalla de oro    | +70 kg           |
| 1998                    | Lima (Perú)                       | Medalla de plata  | +70 kg           |